# Paul Bartel
Paul Bartel (Brooklyn, 6 agosto 1938 – New York, 13 maggio 2000) è stato un attore, regista e sceneggiatore statunitense, noto per aver diretto il film Anno 2000 - La corsa della morte (1975).

## Filmografia

### Regista

#### Cinema
- The Secret Cinema (1968) - cortometraggio
- Naughty Nurse (1969) - cortometraggio
- Bambole e sangue (Private Parts) (1972)
- Anno 2000 - La corsa della morte (Death Race 2000) (1975)
- Cannonball (Cannonball!) (1976)
- Il liceo del rock 'n' roll (Rock 'n' Roll High School), regia di Allan Arkush (1979)
- Eating Raoul (1982)
- Corruzione a New York (Not for Publication) (1984)
- Lust in the Dust (1985)
- Una scommessa impossibile (The Longshot) (1986)
- Scene di lotta di classe a Beverly Hills (Scenes from the Class Struggle in Beverly Hills) (1989)
- Shelf Life (1993)

#### Televisione
- Storie incredibili (Amazing Stories) - serie TV, 2 episodi (1986-1987)
- The Comic Strip Presents... - serie TV, 1 episodio (1993)
- Ragazze a Beverly Hills (Clueless) - serie TV, 2 episodi (1996)

### Sceneggiatore
- The Secret Cinema, regia di Paul Bartel (1968)
- Naughty Nurse, regia di Paul Bartel (1969)
- Utterly Without Redeeming Social Value, regia di Charles Hirsch (1969)
- Cannonball (Cannonball!), regia di Paul Bartel (1976)
- Eating Raoul, regia di Paul Bartel (1982)
- Corruzione a New York (Not for Publication), regia di Paul Bartel (1984)
- Storie incredibili (Amazing Stories) - serie TV, 2 episodi (1986-1987)
- Accademia mortuaria (Mortuary Academy), regia di Michael Schroeder (1988)
- Scene di lotta di classe a Beverly Hills (Scenes from the Class Struggle in Beverly Hills) (1989)
- The Comic Strip Presents... - Serie TV, 1 episodio (1993)

### Attore

#### Cinema
- Utterly Without Redeeming Social Value, regia di Charles Hirsch (1969)
- Hi, Mom!, regia di Brian De Palma (1970)
- Bambole e sangue (Private Parts), regia di Paul Bartel (1972)
- F.B.I. e la banda degli angeli (Big Bad Mama), regia di Steve Carver (1974)
- Anno 2000 - La corsa della morte (Death Race 2000), regia di Paul Bartel (1975)
- Hollywood Boulevard, regia di Joe Dante e Allan Arkush (1976)
- Eat My Dust, regia di Charles B. Griffith (1976)
- Cannonball (Cannonball!), regia di Paul Bartel  (1976)
- Mister Miliardo (Mr. Billion), regia di Jonathan Kaplan (1977)
- Attenti a quella pazza Rolls Royce (Grand Theft Auto), regia di Ron Howard (1977)
- Piraña, regia di Joe Dante (1978)
- Rock 'n' Roll High School, regia di Allan Arkush (1979)
- Heartbeeps, regia di Allan Arkush (1981)
- Eating Raoul, regia di Paul Bartel (1982)
- Cane bianco (White Dog), regia di Samuel Fuller (1982)
- Trick or Treats, regia di Gary Graver (1982)
- Dragster: vivere a 300 all'ora (Heart Like a Wheel), regia di Jonathan Kaplan (1983)
- Flippaut (Get Crazy), regia di Allan Arkush (1983)
- Corruzione a New York (Not for Publication), regia di Paul Bartel (1984)
- Frankenweenie, regia di Tim Burton (1984)
- Tutto in una notte (Into the Night), regia di John Landis (1985)
- Ma guarda un po' 'sti americani (European Vacation), regia di Amy Heckerling (1985)
- Sesame Street Presents: Follow that Bird, regia di Ken Kwapis (1985)
- Una scommessa impossibile (The Longshot), regia di Paul Bartel (1986)
- Supermarket horror, regia di Jim Wynorski (1986)
- Killer Party, regia di William Fruet (1986)
- Munchies, regia di Tina Hirsch (1987)
- Donne amazzoni sulla Luna (Amazon Women on the Moon), regia di Joe Dante, Carl Gottlieb, Peter Horton, John Landis e Robert K. Weiss (1987)
- Un poliziotto in blue jeans (Shakedown), regia di James Glickenhaus (1988)
- Accademia mortuaria (Mortuary Academy), regia di Michael Schroeder (1988)
- Due palle in buca (Caddyshack II), regia di Allan Arkush (1988)
- Fuori nel buio (Out of the Dark), regia di Michael Schroeder (1989)
- Scene di lotta di classe a Beverly Hills (Scenes from the Class Struggle in Beverly Hills), regia di Paul Bartel (1989)
- Pucker Up and Bark Like a Dog, regia di Paul S. Parco (1989)
- Far Out Man, regia di Tommy Chong (1990)
- Gremlins 2 - La nuova stirpe (Gremlins 2: The New Batch), regia di Joe Dante (1990)
- Liquid Dreams, regia di Mark S. Manos (1992)
- Desiderio e passione al Sunset Motel (Desire and Hell at Sunset Motel), regia di Alien Castle (1992)
- Il mio papà è il Papa (The Pope Must Die), regia di Peter Richardson (1992)
- Soulmates, regia di Thunder Levin (1992)
- The Living End, regia di Gregg Araki (1992)
- Shelf Life, regia di Paul Bartel (1993)
- Posse - La leggenda di Jessie Lee (Posse), regia di Mario Van Peebles (1993)
- Impulso omicida (Acting on Impulse), regia di Sam Irvin (1993)
- Grief, regia di Richard Glatzer (1993)
- I babysitter (Twin Sitters), regia di John Paragon (1994)
- Not like Us, regia di Dave Payne (1995)
- I soliti sospetti, regia di Bryan Singer (1995)
- Number One Fan, regia di Jane Simpson (1995)
- Gangster per gioco (The Jerky Boys: The Movie), regia di James Melkonian (1995)
- The Wacky Adventures of Dr. Boris and Nurse Shirley, regia di Paul Leder (1995)
- Love and Happiness, regia di Jordan Alan (1995)
- The Elevator, regia di Arthur Borman, Nigel Dick e Rafal Zielinski (1996)
- Red Ribbon Blues, regia di Charles Winkler (1996)
- A casa di Joe (Joe's Apartment), regia di John Payson (1996)
- Fuga da Los Angeles (Escape from L.A.), regia di John Carpenter (1996)
- Basquiat, regia di Julian Schnabel (1996)
- Lewis and Clark and George, regia di Rod McCall (1997)
- Billy's Hollywood Screen Kiss, regia di Tommy O'Haver (1998)
- Dreamers, regia di Ann Lu (1999)
- Hamlet 2000 (Hamlet), regia di Michael Almereyda (2000)
- Perfect Fit, regia di Donald P. Borchers (2001)

##### Televisione
- Saranno famosi (Fame) - serie TV, 1 episodio (1986)
- Alfred Hitchcock presenta (Alfred Hitchcock Presents) - serie TV, 1 episodio (1986)
- Storie incredibili (Amazing Stories) - serie TV, 2 episodi (1986-1987)
- L.A. Law - Avvocati a Los Angeles (L.A. Law) - serie TV, 2 episodi (1986-1991)
- The Comic Strip Presents... - serie TV, 1 episodio (1993)
- Ragazze a Beverly Hills (Clueless) - serie TV, 1 episodio (1996)

### Produttore
- The Secret Cinema, regia di Paul Bartel (1966)
- Naughty Nurse, regia di Paul Bartel (1969)
- Fuori nel buio (Out of the Dark), regia di Michael Schroeder (1989)

## Doppiatori italiani
Nelle versioni in italiano delle opere in cui ha recitato, Paul Bartel è stato doppiato da:
- Paolo Lombardi in Frankenweenie, Gremlins 2 - La nuova stirpe
- Sergio Fiorentini in Piraña
- Ugo Maria Morosi in Rock 'n' Roll High School
- Mauro Bosco in Supermarket horror
- Alessandro Rossi in Due palle in buca
- Sandro Sardone in Basquiat
- Dante Biagioni in Billy's Hollywood Screen Kiss